# GPR18
GPR18, N-arahidonil glicinski receptor, je protein koji je kod čoveka kodiran GPR18 genom. Zajedno sa drugim „orfanskim“ receptorima GPR55 i GPR119, za GPR18 je utvrđeno da je receptor za endogene lipidne neurotransmitere, nekoliko od kojih se takođe vezuju za kanabinoidne receptore. Nedavna istraživanja daju snažnu podršku hipotezi da GPR18 predstavlja abnormalni kanabidiolni receptor, i sugerišu da N-arahidonoil glicin, endogeni lipidni metabolit anandamida, inicira usmerenu mikroglijalnu migraciju u CNS-u putem GPR18 aktivacije.

## Ligandi
Ligandi za koje je utvrđeno da vezuju GPR18 su:
- Abnormalni kanabidiol
- -arahidonoil glicine

## Literatura
1. ↑  Gantz I, Muraoka A, Yang YK, Samuelson LC, Zimmerman EM, Cook H, Yamada T (1997). „Cloning and chromosomal localization of a gene (GPR18) encoding a novel seven transmembrane receptor highly expressed in spleen and testis”. Genomics. 42 (3): 462—6. PMID 9205118. doi:10.1006/geno.1997.4752.
2. ↑  „Entrez Gene: GPR18 G protein-coupled receptor 18”.
3. ↑  Kohno M, Hasegawa H, Inoue A, Muraoka M, Miyazaki T, Oka K, Yasukawa M (2006). „Identification of N-arachidonylglycine as the endogenous ligand for orphan G-protein-coupled receptor GPR18”. Biochemical and Biophysical Research Communications. 347 (3): 827—32. PMID 16844083. doi:10.1016/j.bbrc.2006.06.175.
4. ↑  Burstein S (2008). „The elmiric acids: biologically active anandamide analogs”. Neuropharmacology. 55 (8): 1259—64. PMC 2621443 . PMID 18187165. doi:10.1016/j.neuropharm.2007.11.011.
5. ↑  Bradshaw HB, Lee SH, McHugh D (2009). „Orphan endogenous lipids and orphan GPCRs: a good match”. Prostaglandins & Other Lipid Mediators. 89 (3-4): 131—4. PMC 2740803 . PMID 19379823. doi:10.1016/j.prostaglandins.2009.04.006.
6. 1 2  McHugh D, Hu SS, Rimmerman N, Juknat A, Vogil Z, Walker JM, Bradshaw HB (2010). „N-arachidonoyl glycine, an abundant endogenous lipid, potently drives directed cellular migration through GPR18, the putative abnormal cannabidiol receptor”. BMC Neuroscience. 11 (1): 44. PMC 2865488 . PMID 20346144. doi:10.1186/1471-2202-11-44.

## Dodatna literatura
- Christian SL; McDonough J; Liu Cy CY;  . (2002). „An evaluation of the assembly of an approximately 15-Mb region on human chromosome 13q32-q33 linked to bipolar disorder and schizophrenia.”. Genomics. 79 (5): 635—56. PMID 11991713. doi:10.1006/geno.2002.6765.
- Strausberg RL; Feingold EA; Grouse LH;  . (2003). „Generation and initial analysis of more than 15,000 full-length human and mouse cDNA sequences.”. Proc. Natl. Acad. Sci. U.S.A. 99 (26): 16899—903. PMC 139241 . PMID 12477932. doi:10.1073/pnas.242603899.
- Dunham A; Matthews LH; Burton J;  . (2004). „The DNA sequence and analysis of human chromosome 13.”. Nature. 428 (6982): 522—8. PMC 2665288 . PMID 15057823. doi:10.1038/nature02379.
- Gerhard DS; Wagner L; Feingold EA;  . (2004). „The status, quality, and expansion of the NIH full-length cDNA project: the Mammalian Gene Collection (MGC).”. Genome Res. 14 (10B): 2121—7. PMC 528928 . PMID 15489334. doi:10.1101/gr.2596504.
- Kohno M; Hasegawa H; Inoue A;  . (2006). „Identification of N-arachidonylglycine as the endogenous ligand for orphan G-protein-coupled receptor GPR18.”. Biochem. Biophys. Res. Commun. 347 (3): 827—32. PMID 16844083. doi:10.1016/j.bbrc.2006.06.175.